# Horst (österreichisches Adelsgeschlecht)

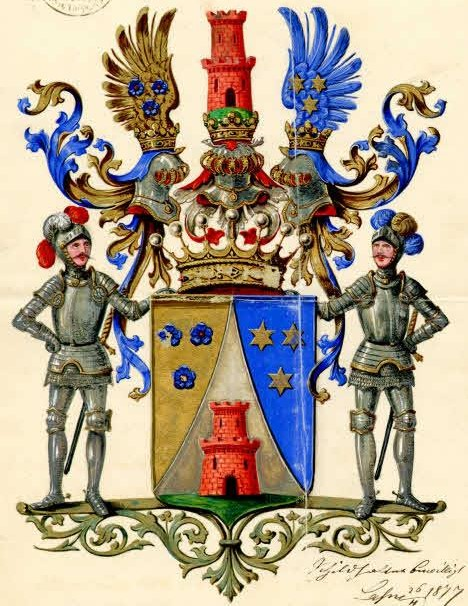
Wappen derer von Horst (1877)

Horst ist der Name eines österreichischen Adelsgeschlechts.

## Adelserhebung
Österreichischer Freiherrnstand am 28. April 1877 in Wien für Julius Horst, k.k. Wirklicher Geheimer Rat und Minister für Landesverteidigung, nach Verleihung des Eisernen Kronenordens 2. Klasse.

## Wappen
Durch eine silberne Spitze, darin auf grünem Boden ein roter Quaderturm mit doppeltem Zinnenkranz, schwarzem Tor und vier (2, 2) schwarzen Fenstern, gespalten, rechts in Gold drei (2, 1) fünfblättrige rot besamte blaue Rosen, links in Blau drei (2, 1) goldene Sterne. Drei Helme, auf dem rechten mit blau-goldenen Decken einwärts gekehrt ein goldener Flügel, belegt mit den drei Rosen; auf dem mittleren mit rot-silbernen Decken der Turm; auf dem linken mit blau-goldenen Decken einwärts gekehrt ein blauer Flügel, belegt mit den drei Sternen. Schildhalter: Zwei Geharnischte, der rechte mit drei (rot, silber, rot), der linke mit drei (blau, gold, blau) Straußenfedern auf den Helmen.

## Namensträger
- Julius von Horst (1830–1904), österreichischer Generalmajor und Staatsmann